# Nii Lamptey
Nii Odartey Lamptey (Accra, 30 december 1974) is een Ghanees voormalig voetballer. Hij staat bekend om zijn grillige carrièreverloop. Hij werd op zijn veertiende getransfereerd naar RSC Anderlecht. Hij werd gezien als een tienerster en er werd hem een grote toekomst voorspeld, maar maakte na zijn transfer naar Aston Villa bij bijna iedere ploeg de verwachtingen niet waar.

## Biografie
In 1989 werd Nii Lamptey door Anderlecht-scouts ontdekt tijdens het WK-Onder 16 in Schotland. Omdat zijn paspoort door de Ghanese bond was ingenomen, kon hij echter niet zomaar vertrekken. Anderlecht schakelde daarom de hulp in van hun speler Stephen Keshi. De Nigeriaan zorgde ervoor dat Lamptey, zonder paspoort, naar Nigeria wist te reizen. Daar zorgde Keshi voor een vals paspoort, waarmee Lamptey naar België kon reizen. Daar werden vervolgens de juiste papieren in orde gemaakt dankzij Anderlecht-manager Michel Verschueren.
In december 1990 debuteerde Lamptey onder trainer Aad de Mos in het eerste elftal van Anderlecht. Met de club werd hij in 1991 en 1993 kampioen. Met Ghana Onder-17 werd hij in 1991 wereldkampioen en won hij de Gouden Bal voor Beste Speler van het Toernooi. In 1992 speelde hij met Ghana op de Olympische Spelen van 1992 en won met dat team een bronzen medaille. In 1993 won Lamptey met Ghana Onder-21 de Afrika Cup en is later dat jaar met Ghana Onder-20 verliezend finalist op het WK Onder-20.
In zijn laatste seizoen bij Anderlecht kwam hij, door blessures en afwezigheid, vrijwel niet aan spelen toe. Daarom werd hij in seizoen 1993-1994 verhuurd aan PSV. In Nederland draaide hij een redelijk seizoen. Met 10 treffers werd hij in het seizoen 1993-1994 (mede)clubtopscorer. PSV werd dat jaar derde in de competitie.
Na één seizoen PSV speelt Lamptey achtereenvolgens voor Aston Villa, Coventry City, Venezia, Union Santa Fé, Ankaragücü, União Leiria, SpVgg Greuther Fürth, Shandong Luneng, Al-Nasr en Asante Kotoko. Met Kotoko wordt Lamptey in 2005 kampioen, waarna hij stopt met voetballen. Door zijn carrièreverloop is Lamptey synoniem komen te staan voor het waarschuwende verhaal dat jonge, succesvolle spelers de te grote druk op hun schouders in veel gevallen niet aankunnen, en dat door een gebrek aan goede scholing en begeleiding jonge spelers een makkelijke prooi kunnen zijn voor spelersmakelaars.
In 2009 werd Lamptey assistent-coach van de Ghanese eersteklasser Eleven Wise uit Sekondi-Takoradi. Hij richtte zich daarna op zijn eigen voetbalacademie, de Glow Lamp Soccer Academy. In 2021 werd hij aangewezen als interim-coach van Elmina Sharks, uitkomend in de Ghanese Premier League.

## Privé
Lamptey groeide op in een gescheiden gezin, waarbij hij regelmatig werd mishandeld. Hij ging in zijn jeugdjaren nauwelijks naar school, waardoor hij op latere leeftijd slecht kon lezen en schrijven. Mede daardoor tekende hij later als voetballer contracten waarvan hij later beweerde dat hij geen idee had wat daarin stond.
Lamptey trouwde in 1994 en was vader van vijf kinderen, van wie er twee, Diego en Lisa, kort na hun geboorte stierven. In 2013 verbrak zijn toenmalige vrouw de relatie. Nadat Lamptey een dokter een DNA-test had laten uitvoeren op zijn kinderen, bevestigde hij dat de drie kinderen niet van hem waren, maar van drie andere mannen. Dit vertelde Lamptey in zijn in 2019 verschenen biografie "Nii Lamptey - De Vloek van Pelé". Daarin onthulde hij ook zelfmoord overwogen te hebben na het nieuws over zijn kinderen.
Lamptey is in 2014 verloofd met Ruweida Yakubu. Samen kregen zij drie kinderen.
In Accra richtte Lamptey in 2004 een school op, om kinderen zo onderwijs te kunnen geven, wat hij vroeger nauwelijks heeft gehad. Naast de school, bestaande uit een crèche, kleuterschool en lagere school, heeft Lamptey een veeboerderij met 300 koeien. In 2010 startte hij zijn eigen voetbalacademie.

## Clubstatistieken
| Seizoen | Club                 | Land                         | Duels | Goals |
| ------- | -------------------- | ---------------------------- | ----- | ----- |
| jeugd   | Cornerstones         | Ghana                        | NB    | NB    |
| 1990/91 | RSC Anderlecht       | België                       | 14    | 7     |
| 1991/92 | RSC Anderlecht       | België                       | 15    | 2     |
| 1992/93 | RSC Anderlecht       | België                       | 1     | 0     |
| 1993/94 | PSV Eindhoven        | Nederland                    | 22    | 10    |
| 1994/95 | Aston Villa          | Engeland                     | 6     | 0     |
| 1995/96 | Coventry City        | Engeland                     | 6     | 0     |
| 1996/97 | Venezia              | Italië                       | 5     | 0     |
| 1997    | Unión de Santa Fe    | Argentinië                   | 6     | 0     |
| 1998    | Ankaragücü           | Turkije                      | 10    | 1     |
| 1998/99 | União Leiria         | Portugal                     | 7     | 0     |
| 1999/00 | SpVgg Greuther Fürth | Duitsland                    | 22    | 4     |
| 2000/01 | SpVgg Greuther Fürth | Duitsland                    | 14    | 1     |
| 2001    | Shandong Luneng      | China                        | NB    | 5     |
| 2002    | Shandong Luneng      | China                        | NB    | 2     |
| 2003/04 | Al-Nasr              | Verenigde Arabische Emiraten | NB    | NB    |
| 2005/06 | Asante Kotoko        | Ghana                        | NB    | NB    |